# Línia Orbital Ferroviària
La Línia Orbital Ferroviària, o també futurament anomenada R9, és un projecte ferroviari definit pel pla d'infraestructures de Catalunya (PITC), pensat per a un període a llarg termini (2026), i pel pla de transport de viatgers de Catalunya (PTVC), a més curt termini (2012). Tant la Línia orbital com l'Eix Transversal ferroviari són dos projectes de caràcter perimetral amb l'esquema radial que s'ha aplicat fins ara.
La línia orbital també és coneguda com a quart cinturó ferroviari i connectarà Vilanova i la Geltrú amb Mataró mitjançant una paràbola de 119 quilòmetres que passarà per Granollers, Sabadell, Terrassa, Martorell i Vilafranca del Penedès. En alguns trams aprofitarà vies ja existents, que en l'actualitat opera la companyia Renfe i s'hauran de construir 68 km de vies, dels quals 46 km seran en túnel, i 25 noves estacions.

## Característiques tècniques
| Estacions de viatgers           | 39                |
| Noves estacions de viatgers     | 18                |
| Intercanviadors amb Renfe i FGC | 12                |
| Longitud                        | 119 km            |
| Longitud de via nova            | 68 km             |
| Velocitat màxima                | 120 km/h          |
| Velocitat comercial             | 60 km/h           |
| Temps de recorregut             | 117 min           |
| Demanda el primer any           | 8 M de viatgers   |
| Demanda anual consolidada       | 20 M de viatgers  |
| Pressupost                      | 4.000 M €         |
| Ample de via                    | 1.668 mm (ibèric) |

## Estacions

Mapa de línia orbital ferroviària.

Hi ha cinc estacions de la línia que estan incloses en l'Inventari del Patrimoni Arquitectònic Català: 
- Mataró
- Sabadell Centre
- Vilafranca del Penedès
- Vilanova i la Geltrú
- Terrassa

Altres:
- Canyelles és una estació de ferrocarril en projecte que se situarà al nord del municipi de Canyelles, a la comarca del Garraf. A l'estació s'aturaran trens de la futura línia Orbital Ferroviària (LOF), i es trobarà al nord-est del nucli urbà de Canyelles, i donarà servei a la població de la zona.[3][4][5]
- Granollers Polígon | El Ramassà és una estació de ferrocarril en projecte que se situarà a l'est del municipi de Granollers, a la comarca del Vallès Oriental. A l'estació s'aturaran trens de la futura línia Orbital Ferroviària (LOF)), i es trobarà a l'est del nucli urbà de Granollers, concretament al sud del polígon industrial el Ramassà.[3][4][6]
- Argentona és una estació de ferrocarril en projecte que se situarà a l'est del nucli urbà d'Argentona, a la comarca del Maresme. A l'estació s'aturaran trens de la futura línia Orbital Ferroviària (LOF), i es trobarà a l'est del centre del nucli urbà d'Argentona, just al costat de l'autovia C-60, pròxima a la sortida 1.[3][4][7]
- La Roca del Vallès és una estació de ferrocarril en projecte que se situarà al nord-est del nucli urbà de La Roca del Vallès, a la comarca del Vallès Oriental. A l'estació s'aturaran trens de la futura línia Orbital Ferroviària (LOF), i es trobarà al costat de la carretera que uneix Mataró amb Granollers, força allunyada del centre del nucli urbà de la Roca del Vallès.[3][4][8]
- Mataró Oest és una estació de ferrocarril en projecte que se situarà al sud-oest del nucli urbà de Mataró, a la comarca del Maresme. L'estació fa part del projecte de la línia Orbital Ferroviària (LOF), però està previst que s'hi aturin trens de la línia R1. Es preveu que se situarà al barri del Pla d'en Boet, al carrer Pablo de Iglesias.[3][4][9]
- Mataró Est és una estació de ferrocarril en projecte que es trobarà a l'est del nucli urbà de Mataró, a la comarca del Maresme. A l'estació es preveu que s'aturin els trens de la línia R1 i de la futura línia Orbital Ferroviària (LOF), i se situarà a mig camí dels barris de la Rocafonda i el Palau - Escorxador, entre l'avinguda d'Amèrica i la carretera de Mata de Mataró.[3][4][10]
- Mataró Centre és una estació de ferrocarril en projecte que se situarà al centre del nucli urbà de Mataró, a la comarca del Maresme. A l'estació es preveu que s'aturin els trens de la línia R1 i de la futura línia Orbital Ferroviària (LOF), i es trobarà al nord del barri del centre de Mataró, just al costat del nou parc Central.[3][11][12]
- Mataró Nord és una estació de ferrocarril en projecte que se situarà al nord-oest del nucli urbà de Mataró, a la comarca del Maresme. A l'estació s'aturaran trens de la futura línia Orbital Ferroviària (LOF), i es trobarà a mig camí dels barris de Cerdanyola Sud i Cerdanyola Nord, just al costat del parc de Cerdanyola, a l'avinguda Puig Cadafalch.[3][13][14]

| Estació                                      | Municipi                 | Correspondències | Zona renfe   | Zona ATM     |
| -------------------------------------------- | ------------------------ | ---------------- | ------------ | ------------ |
| Vilanova i la Geltrú                         | Vilanova i la Geltrú     |                  | 4            | 4A           |
| Vilanova Oest                                | Vilanova i la Geltrú     |                  | 4            | 4A           |
| Vilanova Centre                              | Vilanova i la Geltrú     |                  | 4            | 4A           |
| Vilanova Est                                 | Vilanova i la Geltrú     |                  | 4            | 4A           |
| Garraf Park and Ride                         | Sant Pere de Ribes       |                  | 4            | 3A           |
| Sant Pere de Ribes \| Hospital de Sant Camil | Sant Pere de Ribes       |                  | 4            | 3A           |
| Canyelles                                    | Canyelles                |                  | 4            | 4A           |
| Vilafranca del Penedès                       | Vilafranca del Penedès   |                  | 5            | 4B           |
| La Granada                                   | La Granada               |                  | 5            | 4B           |
| Lavern-Subirats                              | Subirats                 |                  | 4            | 3B           |
| Sant Sadurní d'Anoia                         | Sant Sadurní d'Anoia     |                  | 4            | 3B           |
| Gelida                                       | Gelida                   |                  | 4            | 3B           |
| Martorell Oest                               | Martorell                |                  | 3            | 3B           |
| Martorell Can Cases                          | Martorell                |                  | 3            | 3B           |
| Martorell Polígon                            | Martorell                |                  | 3            | 3B           |
| Abrera Centre                                | Abrera                   |                  | 3            | 3B           |
| Esparreguera                                 | Esparreguera             |                  | 3            | 3B           |
| Viladecavalls Sud                            | Viladecavalls            |                  | 4            | 3C           |
| Sant Miquel de Gonteres - Viladecavalls      | Viladecavalls            |                  | 4            | 3C           |
| Terrassa Can Boada                           | Terrassa                 |                  | 4            | 3C           |
| Terrassa Estació del Nord                    | Terrassa                 |                  | 4            | 3C           |
| Terrassa Est                                 | Terrassa                 |                  | 4            | 3C           |
| Torrebonica                                  | Sense servei             | Sense servei     | Sense servei | Sense servei |
| Castellarnau                                 | Sense servei             | Sense servei     | Sense servei | Sense servei |
| Sabadell Can Llong                           | Sabadell                 |                  | 3            | 2C           |
| Sabadell Nord                                | Sabadell                 |                  | 3            | 2C           |
| Sabadell Centre                              | Sabadell                 |                  | 3            | 2C           |
| Sabadell Sud                                 | Sabadell                 |                  | 3            | 2C           |
| Can Llobet                                   | Barberà del Vallès       |                  | 2            | 2C           |
| Santiga                                      | Barberà del Vallès       |                  | 2            | 2C           |
| Santa Perpètua de Mogoda Riera de Caldes     | Santa Perpètua de Mogoda |                  | 2            | 2D           |
| Mollet - Santa Rosa                          | Mollet del Vallès        |                  | 2            | 2D           |
| Parets del Vallès                            | Parets del Vallès        |                  | 3            | 2D           |
| Montmeló Nord                                | Montmeló                 |                  | 2            | 2D           |
| Granollers Centre                            | Granollers               |                  | 3            | 3D           |
| Granollers Polígon \| El Ramassà             | Granollers               |                  | 3            | 3D           |
| La Roca del Vallès                           | La Roca del Vallès       |                  | 3            | 3D           |
| Argentona                                    | Argentona                |                  | 4            | 3E           |
| Mataró Nord                                  | Mataró                   |                  | 4            | 3E           |
| Mataró Oest                                  | Mataró                   |                  | 4            | 3E           |
| Mataró Centre                                | Mataró                   |                  | 4            | 3E           |
| Mataró Est                                   | Mataró                   |                  | 4            | 3E           |
| Mataró                                       | Mataró                   |                  | 4            | 3E           |

## Avantatges
El projecte de la Línia Orbital Ferroviària constitueix una important actuació per dotar d'un transport ferroviari d’altes prestacions a la RMB (Regió metropolitana de Barcelona) de Barcelona que completi i millori la xarxa actual. Els principals avantatges són:
- Gran capacitat de transport.
- Reducció de la congestió viària i les seves emissions gràcies al transvasament modal.
- Reducció generalitzada de les externalitats lligades al transport.
- Dinamització dels intercanvis socials i econòmics entre les diferents zones servides per la línia.
- Elevada fiabilitat del sistema de transport públic (no lligat a la congestió de la xarxa viària).

A més d’aquests avantatges, la Línia Orbital Ferroviària presenta unes característiques específiques lligades a la seva implantació al territori com són:
- Romprà amb la radialitat de la xarxa ferroviària de la RMB.
- Permetrà d'oferir servei a creixements urbans prevists a la RMB i adequar l’oferta ferroviària a les noves centralitats.
- Permetrà d'establir vincles interns a la segona corona metropolitana actualment sense possibilitat de transport públic d’alta capacitat (Vallès – Maresme, Vallès – Baix Llobregat, Baix Penedès – Garraf).
- Augmentarà les possibilitats d’utilització de la xarxa gràcies a l'elevat nombre d’intercanviadors amb les línies ferroviàries existents.